# ProCurand Unternehmensgruppe
Die ProCurand Unternehmensgruppe ist seit 1999 in der Pflegebranche tätig. Als Familienunternehmen ist sie Teil der ProCurand Stiftung und agiert bundesweit. ProCurand deckt nahezu die komplette Bandbreite an Lösungen für das Leben im Alter ab – angefangen bei kompetenter Beratung, über Wohnangebote für Senioren, ambulante Pflege- und Betreuungsangebote bis hin zu teil- und vollstationären Versorgungsformen.
Die Gesellschaft beschäftigt circa 1600 Mitarbeiter. Zur Unternehmensgruppe gehören die Gesellschaften ProCurand Care gGmbH, ProCurand Ambulante Pflege gGmbH und die ProCurand Dienstleistungs GmbH sowie eine eigene Bildungsgesellschaft, die ProCurand Campus gGmbH. Die ProCurand betreibt 35 Standorte in den Bundesländern Berlin, Brandenburg, Sachsen-Anhalt, Bayern und Baden-Württemberg.

## Geschichte
Im Jahr 1997 gründete Adolf Theis gemeinsam mit seiner Ehefrau Masako Katagami-Theis die BPT Beratungs- und Planungsgesellschaft für Kliniken, Senioren- und Kureinrichtungen mbH. Masako Katagami-Theis brachte das Firmensignet – den Ginkgobaum – aus ihrer japanischen Heimat mit. Er symbolisiert Beständigkeit, Zähigkeit und Aufrichtigkeit.
ProCurand, ursprünglich als Tochter der BPT Beratungs- und Planungs-GmbH gegründet, war zunächst eine Auffang- und Sanierungsgesellschaft. Das Unternehmen entstand 1999 und ist heute als Betreiber und Eigentümer von Senioreneinrichtungen, Ambulanten Diensten, Tagespflegen sowie Service-Wohnen aktiv. 2013 übergaben die beiden Gründer die Leitung der Unternehmensgruppe an Kristina Müller und Daniel Schuster. Im März 2020 sind die Gesellschafter sowie Aufsichtsratsmitglieder Heidrun Theis und Axel Theis als Geschäftsführung in die ProCurand Unternehmensgruppe eingetreten. Seit Mai 2023 teilen sich die Gesellschafter Heidrun und Axel Theis zusammen mit den Geschäftsführern Judith Bögelsack, Tanja Monski und Eileen Philipp die Führung der ProCurand Unternehmensgruppe.

## Gesellschaften
- Die Besitzgesellschaft, die gemeinnützige ProCurand Foundation Real Estate GmbH (vorher ProCurand gGmbH).
- Die ProCurand Care gGmbH verantwortet den Betrieb der voll- und teilstationären Pflegeeinrichtungen und 25 Seniorenresidenzen in den Bundesländern Berlin, Brandenburg, Sachsen-Anhalt, Bayern und Baden-Württemberg.
- Seit 2006 besteht die Tochtergesellschaft ProCurand Ambulante Pflege gGmbH (bis 2016: Biloba) im Bereich der häuslichen Kranken- und Altenpflege mit Niederlassungen in Berlin, Brandenburg, Sachsen-Anhalt und Baden-Württemberg.[1]
- Die ProCurand Dienstleistungs GmbH (bis 2016: R+Z Servicegesellschaft) ist in den Bereichen Catering, Reinigung und Einkauf tätig.[2] An sechs Standorten führt die Gesellschaft jeweils ein Restaurant sowie in einem Standort zusätzlich einen Hotelbetrieb.[3]
- Die ProCurand Campus gGmbH ist seit August 2019 Teil der ProCurand Unternehmensgruppe. ProCurand Campus gGmbH ist ein zertifizierter Dienstleister der Bildung und Personalentwicklung. Als Bildungsträger ist sie nach AZAV zertifiziert, als telc-Prüfungszentrum zugelassen und die Fort- und Weiterbildungen sind von der Registrierung beruflich Pflegender anerkannt.

### ProCurand Stiftung
2010 gründeten Adolf Theis und Masako Katagami-Theis die ProCurand Stiftung, die sich aus Erträgen des Stiftungskapitals und Spenden finanziert. Primäres Ziel der Stiftung ist u. a., langjährige Bewohner der ProCurand Seniorenresidenzen zu unterstützen, wenn sie aus eigenen Mitteln den Aufenthalt in der Senioreneinrichtung nicht mehr finanzieren können. Die Stiftung beteiligt sich außerdem an Forschungsprojekten für die Weiterentwicklung der Bedingungen der Altenpflege.

## Belege
1. ↑  Standorte der Ambulanten Pflege
2. ↑  Vorstellung ProCurand: https://www.procurand.de/unternehmen/die-procurand-unternehmensgruppe
3. ↑  Website Hotel
4. ↑  Ziele der gemeinnützigen ProCurand Stiftung